# شاه‌خرچنگ کره‌ای
شاه‌خرچنگ کره‌ای (نام علمی: Cryptolithodes expansus) نام یک گونه از سرده شاه‌خرچنگ‌های نهان است.